# Granze
Granze é uma comuna italiana da região do Vêneto, província de Pádua, com cerca de 1.671 habitantes. Estende-se por uma área de 11 km², tendo uma densidade populacional de 152 hab/km². Faz fronteira com Sant'Elena, Sant'Urbano, Solesino, Stanghella, Vescovana, Villa Estense.

## Demografia
| Variação demográfica do município entre 1861 e 2011                               |
|                                                                                   |
| Fonte: Istituto Nazionale di Statistica (ISTAT) - Elaboração gráfica da Wikipedia |